# Гороховка (Николаевская область)
Гороховка (укр. Горохівка) — посёлок в Витовском районе Николаевской области Украины.
Население по переписи 2001 года составляло 261 человек. Почтовый индекс — 57211. Телефонный код — 512. Занимает площадь 0,1 км².

## Местный совет
57210, пгт Воскресенское, ул. Кирова, 86